# Denis Wladimirowitsch Matwejew
Denis Wladimirowitsch Matwejew (russisch Денис Владимирович Матвеев; * 25. April 1983 in Leningrad, UdSSR) ist ein russischer Kosmonaut.

## Ausbildung
Matwejew besuchte von 1989 bis 2000 die Gesamtschule „Wladimir Michailowitsch Komarow“ im Sternenstädtchen. Danach studierte er bis 2006 Informatik und Steuerungssysteme an der Staatlichen Technischen Universität Moskau, die nach Nikolai Ernestowitsch Bauman benannt ist.

## Beruf
Nach Abschluss seines Studiums arbeitete Matwejew am Juri-Gagarin-Kosmonautentrainingszentrum als wissenschaftlicher Mitarbeiter. Er beschäftigte sich mit Fragen der Organisation der Ausbildung von Kosmonauten. Ab 2009 war er leitender Ingenieur der 5. Abteilung des Forschungsinstituts des Juri-Gagarin-Kosmonautentrainingszentrums.
Matwejew hat den Rang eines Oberleutnants der Reserve (russisch Старший лейтенант запаса Starschi Leitenant Sapassa) der russischen Luft- und Weltraumkräfte.

## Kosmonautentätigkeit

### Ausbildung
2010 begann Matwejew sein Kosmonautentraining und wurde in das Kosmonautenkorps aufgenommen. Im Januar 2011 nahm er zusammen mit dem Kosmonauten Roman Jurjewitsch Romanenko und dem Astronauten Thomas Marshburn an einem Überlebenstraining teil. Im August 2011 begann er mit der Flugausbildung. Er lernte L-39-Flugzeuge bei Tag und Nacht zu fliegen. Im November 2011 begann er mit dem Training für die Schwerelosigkeit und im März 2012 mit der Ausbildung für Außenbordeinsätze im Weltraum.
Im Juli 2012 legte er das Staatsexamen zum Abschluss der Allgemeinen Raumfahrtausbildung ab. Im August 2012 wurde ihm die Qualifikation „Testkosmonaut“ (russisch Космонавт-испытатель) verliehen.
In den folgenden Jahren absolvierte Matwejew verschiedene Trainings zu Landungen in Wüstengebieten, zu Einsätzen in Notsituationen, zum Einsteigen in einen Hubschrauber im Schwebemodus, zum Beobachten verschiedener Objekte mit Hilfe von Instrumenten, zum Überleben im Wasser, zu Notlandungen in der Steppe im Winter, zum Überleben im Winter nach einer Landung in bewaldetem und sumpfigem Gebiet.

### Sojus MS-21– ISS-Expeditionen 66/67

#### Start
Ab 2015 wurde Matwejew als Flugingenieur für die Mannschaften von Sojus MS-06, Sojus MS-08, Sojus MS-12 vorgesehen. Sein Einsatz verschob sich aber immer wieder, bis er schließlich 2022 mit der Mannschaft von Sojus MS-21 zur Internationale Raumstation (ISS) startete. Es war die erste Sojus-Mission zur ISS, die ausschließlich russische Kosmonauten an Bord hatte.
Matwejew startete als Flugingenieur der Sojus MS-21 zusammen mit Oleg Germanowitsch Artemjew und Sergei Wladimirowitsch Korsakow am 18. März 2022 um 15:55:18 UTC (18:55:18 Moskauer Zeit, 16:55:18 Mitteleuropäische Zeit). Am 18. März um 19:12:06 UTC dockte das Raumschiff erfolgreich im manuellen Modus an das Pritschal-Knotenmodul des russischen ISS-Segments an.
Beim Andocken von Sojus MS-21 lief auf der ISS die ISS-Expedition 66, Kommandant war Anton Nikolajewitsch Schkaplerow. Mit dem Abdocken von Sojus MS-19 am 30. März 2022, 7:21 UTC endete ISS-Expedition 66 und ISS-Expedition 67 begann. Das Kommando übernahm Thomas Marshburn.

#### Außenbordeinsätze

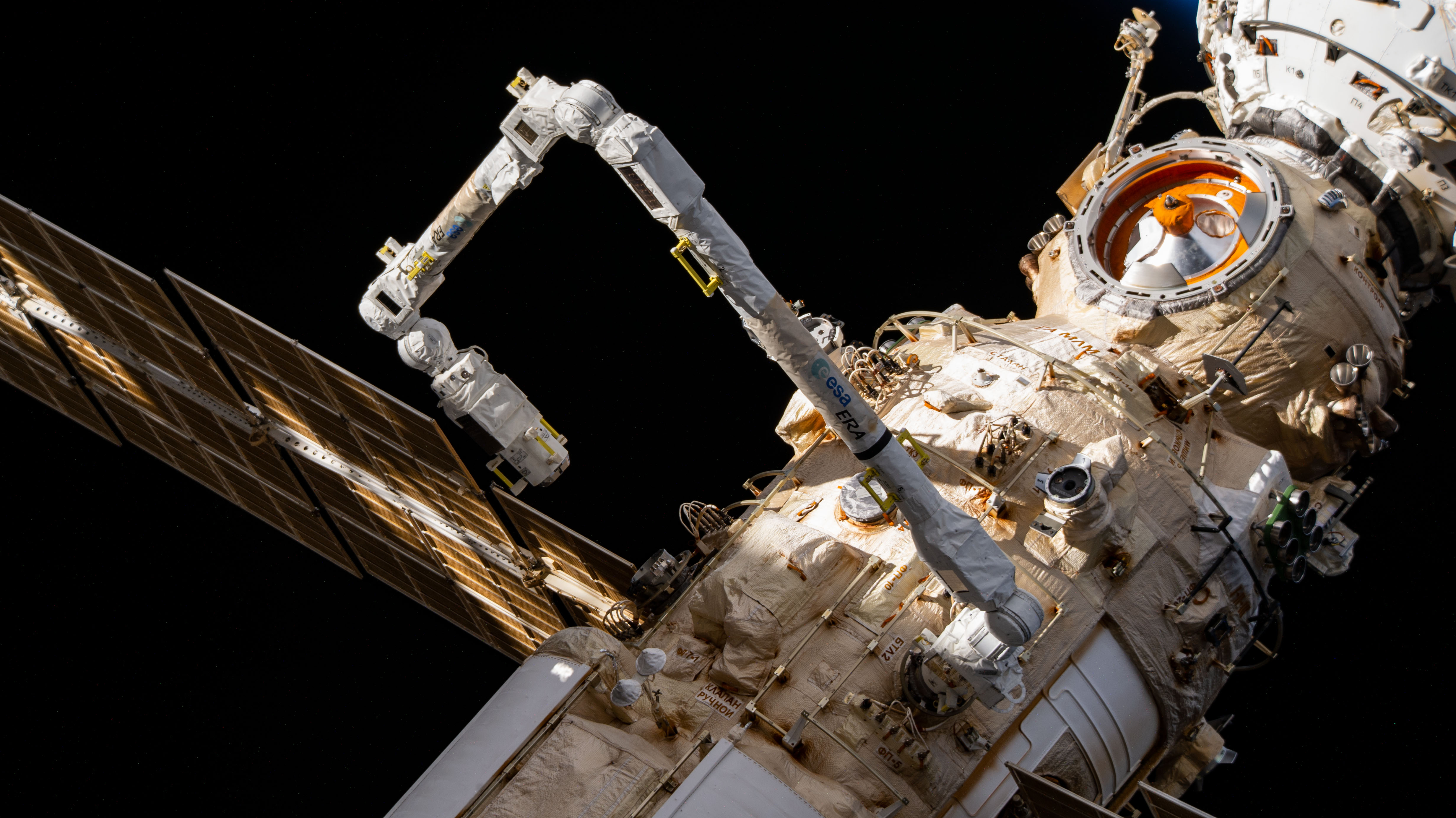
Der European Robotic Arm nach der Aktivierung durch den Außenbordeinsatz am 28. April 2022 von Matwejew und Oleg Artemjew.

Nach einer Serie von Außenbordeinsätzen im April 2022 soll der Europäische Roboterarm (ERA) in Betrieb genommen werden. Dabei brachten Denis Matwejew und sein Kollege Oleg Artemjew zunächst bei einem Einsatz am 18. April ein externes Steuermodul an, lösten Schutzabdeckungen und befestigten Haltegriffe. Matwejews erster Außenbordeinsatz begann um 15:00 UTC und endete nach sechs Stunden und 37 Minuten um 21:37 UTC. Es war der 249. Außenbordeinsatz insgesamt auf der ISS und der 52. Ausstieg aus dem russischen Segment, daher trug er die Bezeichnung RS VKD #52. Matwejew trug dabei den Orlan-MKS Raumanzug Nummer 4 mit blauen Streifen zur Identifikation. Bei einem weiteren Ausstieg am 28. April (RS VKD #53) führten Matwejew und Artemjew weitere Schritte zur Inbetriebnahme von ERA durch. Der Ausstieg dauerte 7 Stunden und 42 Minuten.

#### Rückkehr zur Erde
Die Rückkehr zur Erde erfolgte am 29. September 2022.